# 额敏县
额敏县是新疆维吾尔自治区塔城地区下辖的一个县。因额敏河而得名。面积9092平方公里，县人民政府驻额敏镇。這裡也是西遼皇帝耶律大石西遷時稱帝的葉密立。

## 歷史
上古额敏县境及附近一带属塞人和呼揭等部的游牧地，皆隶属匈奴。漢神爵二年（前60年）汉朝在乌垒（今轮台县）设置西域都护府，今额敏辖境正式纳入汉朝版图。魏晋南北朝时代，额敏先后属乌孙、柔然、高车势力范围。
唐朝时期，设瑶池都督府，平定阿史那贺鲁之乱后，在额敏境内设匐延都督府，武则天时设北庭都护府。
契丹贵族耶律大石於西遼延慶七年（1130年）率部来到葉密立河（即额敏河）流域，建都叶密里城。在天山南北及中亚一带建立西辽王朝。蒙古兴起後东征西讨，1218年蒙古帝国灭西辽。1225年，成吉思汗分封诸子，三子窝阔台占领有也密里河流域、额尔齐斯河上游和巴尔喀什湖以东，其都城就建在额敏河上游（今也木勒牧场的格生村），以河定名为“也迷里城”。 
清乾隆二十年（1755年），清军进占伊犁，准噶尔汗国滅亡，今额敏辖境正式纳入清朝版图。中華民國成立后，新疆都督杨增新于民国七年（1918年）在塔城县额敏河上游增设县治，以额敏河定名为额敏县。中共建政後，1952年5月将托里牧业中心区从额敏划出，成立托里县。

## 人口
2020年末，根据第七次人口普查数据显示：全县常住人口为188642人。

## 地理
额敏县位于新疆维吾尔自治区西北部，准噶尔盆地西北边缘，塔城盆地中心，南连托里县和克拉玛依市，东邻和布克赛尔蒙古自治县，西接塔城市和裕民县。地势东北高西南低，三面环山，向西开口，北有塔尔巴哈台山，东南有齐吾尔喀叶尔山，中部有额敏河冲积平原，额敏河向西南经裕民县入阿拉湖，地表水年径流量10.8亿立方米。
额敏县属大陆性温带气候，四季分明，春季升温快而不稳定，夏季炎热而短促，秋季降温迅速，冬季寒冷而漫长，冷空气活动频繁。全年平均气温为8.6℃，极端最高气温37.6℃，极端最低气温-23℃以下。霜期较长，绝对无霜期为195天。日照较长，全年日照时数2784.6小时。县境年均降水量为441.2毫米，全年盛行东北风，定时测最大风速21.7米/秒，平均风速在2.0米/秒。

## 行政区划
额敏县下辖6个镇、3个乡、2个民族乡：
额敏镇、玉什喀拉苏镇、杰勒阿尕什镇、上户镇、玛热勒苏镇、喀拉也木勒镇、郊区乡、额玛勒郭楞蒙古族乡、喇嘛昭乡、霍吉尔特蒙古族乡、二道桥乡、二支河牧场、加尔布拉克农场、阔什比克良种场、萨尔也木勒牧场、也木勒牧场、塔城地区种羊场和吾宗布拉克牧场。

## 交通
- 335国道过境。
- 克塔铁路额敏站